# Церемония MTV Video Music Awards 2015
MTV Video Music Awards 2015 — 32-я церемония вручения музыкальных наград, прошедшая 30 августа 2015 года в Microsoft Theater в Лос-Анджелесе, Калифорния. Тейлор Свифт была заявлена в 10 категориях, став лидером по числу номинаций; за ней последовал Эд Ширан, который получил 6 номинаций. Кендрик Ламар получил 4 номинации за свой клип на песню «Alright». Однако видеоклипы Свифт «Bad Blood» и Flying Lotus «Never Catch Me», снятые при участии Ламара получили 7 и 2 номинации соответственно, в результате чего его общее количество номинаций составило 13. Во время пре-шоу состоялась премьера клипа Тейлор Свифт на песню «Wildest Dreams». Также, после своего выступления в конце шоу, ведущая премии Майли Сайрус представила свой новый студийный альбом Miley Cyrus and Her Dead Petz.
Тейлор Свифт победила в четырёх номинациях, включая Видео года и Лучшее женское видео.

## Выступления

#### Pre-Show
- Walk the Moon — «Shut Up and Dance» / «Different Colors»
- Тодрик Холл — Video of the Year nominees' covers («Uptown Funk», «7/11», «Bad Blood»)
- Ник Джонас — «Levels»

#### Основное шоу
- Ники Минаж / Тейлор Свифт — «Trini Dem Girls» / «The Night Is Still Young» / «Bad Blood»
- Macklemore и Райан Льюис / Foxy Shazam / Melle Mel / Kool Moe Dee / Grandmaster Caz — «Downtown» (Live from Orpheum Theatre)
- The Weeknd — «Can’t Feel My Face»
- Деми Ловато / Игги Азалия — «Cool for the Summer» (Live from Orpheum Theatre)
- Джастин Бибер — «Where Are U Now» / «What Do You Mean?»
- Тори Келли — «Should’ve Been Us»
- Фаррелл Уильямс — «Freedom» (Live from Orpheum Theatre)
- Twenty One Pilots / ASAP Rocky — «HeavyDirtySoul» / «M$» / «Message Man» / «Lane Boy» / «LSD»
- Майли Сайрус — «Dooo It!»

## Победители и номинанты
Номинанты были объявлены 21 июля 2015 года через Apple Music's Beats 1. Победитель выделен жирным шрифтом.

### Видео года | Video of the Year
Тейлор Свифт (при участии Кендрика Ламара) — «Bad Blood»
- Бейонсе — «7/11»
- Кендрик Ламар — «Alright»
- Марк Ронсон (при участии Бруно Марса) — «Uptown Funk»
- Эд Ширан — «Thinking Out Loud»

### Лучшее мужское видео | Best Male Video
Марк Ронсон (при участии Бруно Марса) — «Uptown Funk»
- Ник Джонас — «Chains»
- Кендрик Ламар — «Alright»
- Эд Ширан — «Thinking Out Loud»
- The Weeknd — «Earned It»

### Лучшее женское видео | Best Female Video
Тейлор Свифт — «Blank Space»
- Бейонсе — «7/11»
- Элли Голдинг — «Love Me Like You Do»
- Ники Минаж — «Anaconda»
- Сия — «Elastic Heart»

### Лучший новый артист | Best New Artist
Fetty Wap — «Trap Queen»
- Джеймс Бэй — «Hold Back the River»
- Джордж Эзра — «Budapest»
- FKA twigs — «Pendulum»
- Вэнс Джой — «Riptide»

### Лучшее поп-видео | Best Pop Video
Тейлор Свифт — «Blank Space»
- Бейонсе — «7/11»
- Maroon 5 — «Sugar»
- Марк Ронсон (при участии Бруно Марса) — «Uptown Funk»
- Эд Ширан — «Thinking Out Loud»

### Лучшее рок-видео | Best Rock Video
Fall Out Boy — «Uma Thurman»
- Arctic Monkeys — «Why’d You Only Call Me When You’re High?»
- Florence + the Machine — «Ship to Wreck»
- Хозиер — «Take Me to Church»
- Walk the Moon — «Shut Up + Dance»

### Лучшее хип-хоп видео | Best Hip-Hop Video
Ники Минаж — «Anaconda»
- Big Sean (при участии E-40) — «I Don’t Fuck with You»
- Fetty Wap — «Trap Queen»
- Кендрик Ламар — «Alright»
- Уиз Халифа (при участии Чарли Пута) — «See You Again»

### Лучшая совместная работа | Best Collaboration
Тейлор Свифт (при участии Кендрика Ламара) — «Bad Blood»
- Ариана Гранде и The Weeknd — «Love Me Harder»
- Джесси Джей, Ариана Гранде и Ники Минаж — «Bang Bang»
- Марк Ронсон (при участии Бруно Марса) — «Uptown Funk»
- Уиз Халифа (при участии Чарли Пута) — «See You Again»

### Лучшая режиссура | Best Direction
Кендрик Ламар — «Alright» (Режиссёры: Colin Tilley and the Little Homies)
- Childish Gambino — «Sober» (Режиссёр: Хиро Мураи)
- Хозиер — «Take Me to Church» (Режиссёры: Брендан Кэнти и Конал Томсон)
- Марк Ронсон (при участии Бруно Марса) — «Uptown Funk» (Режиссёры: Бруно Марс и Кэмерон Дадди)
- Тейлор Свифт (при участии Кендрика Ламара) — «Bad Blood» (Режиссёр: Джозеф Кан)

### Лучшая хореография | Best Choreography
OK Go — «I Won’t Let You Down» (Хореографы: OK Go, air: man и Мори Харано)
- Бейонсе — «7/11» (Хореографы: Бейонсе, Крис Грант и Габриэль Валенсиано)
- Чет Фейкер — «Gold» (Хореограф: Райан Хеффингтон)
- Flying Lotus (при участии Кендрика Ламара) — «Never Catch Me» (Хореографы: Keone Madrid и Mari Madrid)
- Эд Ширан — «Don’t» (Хореографы: Nappytabs)

### Лучшие визуальные эффекты | Best Visual Effects
Скриллекс и Diplo (при участии Джастина Бибера) — «Where Are U Now» (Эффекты: Brewer, Gloria FX, Томаш Кузьмицкий и Макс Чижевский)
- Childish Gambino — «Telegraph Ave.» (Эффекты: Gloria FX)
- FKA twigs — «Two Weeks» (Эффекты: Gloria FX, Томаш Кузьмицкий и Макс Чижевский)
- Тейлор Свифт (при участии Кендрика Ламара) — «Bad Blood» (Эффекты: Ingenuity Studios)
- Tyler, The Creator — «Fucking Young/Death Camp» (Эффекты: Gloria FX)

### Лучшая художественная работа | Best Art Direction
Snoop Dogg — «So Many Pros» (Художник-постановшик: Джейсон Фиджал)
- The Chemical Brothers — «Go» (Художник-постановщик: Мишель Гондри)
- Скриллекс и Diplo (при участии Джастина Бибера) — «Where Are U Now» (Художник-постановщик: Brewer)
- Тейлор Свифт (при участии Кендрика Ламара) — «Bad Blood» (Художник-постановщик: Чарльз Инфант)
- Джек Уайт — «Would You Fight for My Love?» (Художник-постановщик: Джефф Питерсон)

### Лучший монтаж | Best Editing
Бейонсе — «7/11» (Монтаж: Бейонсе, Эд Бёрк и Джонатан Винг)
- ASAP Rocky — «LSD» (Монтаж: Декстер Нэви)
- Эд Ширан — «Don’t» (Монтаж: Жаклин Лондон)
- Скриллекс и Diplo (при участии Джастина Бибера) — «Where Are U Now» (Монтаж: Brewer)
- Тейлор Свифт (при участии Кендрика Ламара) — «Bad Blood» (Монтаж: Chancler Haynes и Cosmo Street)

### Лучшая операторская работа | Best Cinematography
Flying Lotus (при участии Кендрика Ламара) — «Never Catch Me» (Оператор: Ларкин Сейпл)
- Alt-J — «Left Hand Free» (Оператор: Майк Симпсон)
- FKA Twigs — «Two Weeks» (Оператор: Джастин Браун)
- Эд Ширан — «Thinking Out Loud» (Оператор: Дэниел Перл)
- Тейлор Свифт (при участии Кендрика Ламара) — «Bad Blood» (Оператор: Кристофер Пробст)

### Лучшее видео с посланием | Best Video with a Social Message
Big Sean (при участии Канье Уэста и Джона Ледженда) — «One Man Can Change the World»
- Колби Кэйллат — «Try»
- Дженнифер Хадсон — «I Still Love You»
- Рианна — «American Oxygen»
- Wale — «The White Shoes»

### Лучшаяпесня лета| Best Song of the Summer
5 Seconds of Summer — «She’s Kinda Hot»
- Fetty Wap — «My Way»
- Fifth Harmony (при участии Kid Ink) — «Worth It»
- Селена Гомес (при участии ASAP Rocky) — «Good for You»
- Дэвид Гетта (при участии Ники Минаж) — «Hey Mama»
- Деми Ловато — «Cool for the Summer»
- Major Lazer — «Lean On»
- OMI — «Cheerleader»
- Silentó — «Watch Me (Whip/Nae Nae)»
- Скриллекс и Diplo (при участии Джастина Бибера) — «Where Are U Now»
- Тейлор Свифт — «Bad Blood»
- The Weeknd — «Can’t Feel My Face»

### Специальная премия имени Майкла Джексона «Признание Поколения» | Michael Jackson Video Vanguard Award
- Канье Уэст